# Anna Ewelina
Anna Ewelina Cieplinski (Gdańsk, 26 juli 1985) is een Duits-Poolse actrice, muzikant en stemactrice in de Duitse nasynchronisatie.

## Biografie
Op vierjarige leeftijd emigreerde Anna met haar familie naar Duitsland en groeide tweetalig op in het district Aschaffenburg, waar zij naar de Maria Ward School ging. Ewelina begon vanaf de kleuterschool al met acteren. Tegelijkertijd was zij actief als zangeres en gitariste in verschillende bands. Van 2004 tot 2006 zong ze in de coverband Sechs on the Beach.
Van 2004 tot 2007 volgde zij een opleiding tot actrice aan de Stage & Musical School in Frankfurt am Main. Van 2005 tot 2007 was zij te zien in producties in het Stadttheater Aschaffenburg in verschillende hoofdrollen, bijvoorbeeld in MutterliebeMutter van Heinz Kirchner en in het stuk Reiher van Simon Stephens.
Naast talrijke korte films maakte Anna Ewelina in 2006 haar televisiedebuut als Jasmin Bausch in de dagelijkse soap Unter uns. Van 2007 tot 2011 vertolkte ze Lara König in de WDR-serie Die Anrheiner.
In 2010 en 2012 studeerde ze bij MK Lewis en Tim Phillips in Los Angeles, Hollywood. Over MK Lewis zei ze in een interview: "Nergens heb ik zoveel geleerd over acteren als bij hem!"
In 2011, op het "Self made Shorties Festival" als onderdeel van het filmfestival van München, behaalde Ewelina met haar bijdragefilm een nominatie bij de beste 15 inzendingen uit bijna 500 deelnemers. In 2015 maakte ze deel uit van de jury van de "Self Made Love Shorties" met Jule Ronstedt en Alexander Held.
In 2012 won ze de eerste plaats in de 99Fire-Films-Award, die korte films met een lengte van 99 seconden bekroonde. Ze zegevierde tussen meer dan 1500 deelnemers en kreeg hiervoor de prijs "Beste Film" van de 99Fire FILM Awards op de Berlinale 2012.
Anna Ewelina is ook nasynchronisatie-, reclame- en voice-overartiest. Tot haar bekendste rollen behoort Star Butterfly uit de animatieserie Star vs. the Forces of Evil van Disney. Ook was ze te horen in verschillende anime. Ze verscheen in onder andere Violet Evergarden, Two Car, Prison School, Death Parade en Sailor Moon Crystal.
In 2015/2016 speelde ze in de korte film Isch heisst in coproductie met Bayerischer Rundfunk. Zij speelde de hoofdrol van de tolk Marta en schreef ook het boek voor de film. Isch heisst beleefde zijn wereldpremière op het Internationale Hofer Filmtage.
Sinds 2017 werkt ze ook in de Verenigde Staten, waar ze onder meer speelde in de Amazon Prime-serie Hunters als Helen, en haar stem verleende aan het computerspel Call of Duty: WWII als Erica.
Anna Ewelina is woonachtig geweest in München en Los Angeles.

## Filmografie

### Films
| Jaar | Titel                         | Rol                        | Opmerkingen   |
| ---- | ----------------------------- | -------------------------- | ------------- |
| 2007 | In alienhand                  |                            | HfG Offenbach |
| 2008 | Finding Bright Side           |                            |               |
| 2014 | Die Hochzeit meiner Schwester | Mitarbeiterin Werbeagentur | tv-film       |
| 2015 | Halbe Brüder                  | Hessische Reporterin       |               |
| 2016 | Live by Night                 | Gillette Factory Worker    |               |
| 2023 | Das fliegende Klassenzimmer   |                            |               |

### Korte films
| Jaar | Titel                | Rol               |
| ---- | -------------------- | ----------------- |
| 2010 | Weg.                 | Sara              |
| 2011 | In meiner Geschichte | Katha             |
| 2012 | Würde                | Pflegerin Helene  |
| 2016 | Shamayin             | Sarah Borowski    |
| 2016 | Isch heisst          | Marta Kwiatkowska |

### Series
| Jaar    | Titel                        | Rol                                               | Opmerkingen     |
| ------- | ---------------------------- | ------------------------------------------------- | --------------- |
| 2006    | Unter uns                    | Jasmin Bausch                                     | 5 afleveringen  |
| 2008-11 | Die Anrheiner                | Lara König                                        | 58 afleveringen |
| 2009-14 | Aktenzeichen XY... ungelöst! | Als zichzelf                                      | 5 afleveringen  |
| 2011    | The Flat                     |                                                   | Pilot           |
| 2012-15 | Um Himmels Willen            | Maria Kwiatkowska, Ivelina Kolev, Jennifer Fabian | 3 afleveringen  |
| 2012-20 | SOKO München                 | Vanessa Reim, Kralle                              | 3 afleveringen  |
| 2013    | Rote Rosen                   | Jenny Petersen                                    | 9 afleveringen  |
| 2013    | Der Bergdoktor               | Schwester                                         | 1 aflevering    |
| 2013    | Hubert und Staller           | Janine Schneider                                  | 1 aflevering    |
| 2014    | München 7                    | Natascha - Zweites Huhn                           | 1 aflevering    |
| 2015    | Tatort                       | Pförtnerin                                        | 1 aflevering    |
| 2015    | Die Rosenheim-Cops           | Lisa Berger                                       | 1 aflevering    |
| 2016    | Polizeiruf 110               | Katarzyna Ludwinek                                | 1 aflevering    |
| 2016    | In aller Freundschaft        | Sabrina Wille                                     | 1 aflevering    |
| 2017    | Unter Verdacht               | Caroline Fiedler                                  | 1 aflevering    |
| 2019    | Watzmann ermittelt           | Jana Kupka                                        | 1 aflevering    |
| 2019    | Spreewaldkrimi               | Agata                                             | 1 aflevering    |
| 2020    | Hunters                      | Helen                                             | 1 aflevering    |
| 2021    | Sturm der Liebe              | N/A                                               | N/A             |

### Computerspellen
| Jaar | Titel              | Rol   |
| ---- | ------------------ | ----- |
| 2017 | Call of Duty: WWII | Erica |

### Nasynchronisatie

#### Films
| Jaar | Titel                  | Rol              |
| ---- | ---------------------- | ---------------- |
| 2010 | Tropa de Elite 2       | Julia            |
| 2010 | Red: Werewolf Hunter   | Teenage Girl     |
| 2011 | Silent Witness         | Kate Robb (jong) |
| 2011 | Elles                  | Alicja           |
| 2011 | The Woman in the Fifth | Ania             |
| 2015 | Vacation               | Brooke           |
| 2019 | Time Trap              | Cara             |

#### Series
| Jaar       | Titel                        | Rol                |
| ---------- | ---------------------------- | ------------------ |
| 2012-14    | Suburgatory                  | Kimantha           |
| 2013-19    | Rabbids Invasion             | Zwillinge, Ashton  |
| 2013-20    | Rick and Morty               | Tammy              |
| 2014       | Motive                       | Officer Wendy Sung |
| 2015-20    | Star vs. the Forces of Evil  | Star Butterfly     |
| 2016       | Sailor Moon Crystal          | Naru Osaka         |
| 2016-20    | The Magicians                | Margo Hanson       |
| 2017       | The Good Doctor              | Dr. Elle McLean    |
| 2019       | Dead to Me                   | Heidi              |
| 2019       | High Rise Invasion           | Yuri               |
| 2020       | The Owl House                | Boscha             |
| 2020-2023  | Ted Lasso                    | Keeley Jones       |
| sinds 2023 | Pokémon Horizonte: Die Serie | Dot/Nidothing      |

### Theater
| Jaar    | Titel                          |
| ------- | ------------------------------ |
| 2002    | Hello Dolly                    |
| 2005    | Ungeduscht, geduzt & ausgebuht |
| 2005    | Im Schloss des Nosferatu       |
| 2005    | Hilfe, es spukt!               |
| 2005-06 | Mutterliebemutter              |
| 2006    | Reiher                         |
| 2006    | Haiymaath                      |
| 2007    | Innere Mongolei                |
| 2011    | Giftcocktail                   |

## Prijzen
| Jaar | Prijs                          | Categorie                      | Resultaat   |
| ---- | ------------------------------ | ------------------------------ | ----------- |
| 2011 | Filmfest München               | Self Made Shorties             | Genomineerd |
| 2012 | 99Fire Film Award (Berlinale)  | Beste film Würde               | Gewonnen    |
| 2017 | European Cinematography Awards | Beste actrice voor Isch heisst | Gewonnen    |